# Natrakcie
Natrakcie – część wsi Zakrzów w Polsce, położona w województwie świętokrzyskim, w powiecie kazimierskim, w gminie Skalbmierz.
W latach 1975–1998 Natrakcie administracyjnie należało do województwa kieleckiego.